# Alberto Samid
José Alberto Samid (Buenos Aires, 9 de enero de 1948) es un empresario de la industria cárnica, político y ajedrecista argentino de ascendencia siria. 
Se desempeñó como diputado provincial entre 1987 y 1991, cuando fue elegido por el Frente Justicialista de Renovación, liderado por Raúl Othacehé. Entre 2014 y 2016, se desempeñó como vicepresidente del Mercado Central de Buenos Aires.

## Biografía
Es hijo de Nélida Aluch y Julio Samid, inmigrantes sirios musulmanes sunitas. También es hermano de Julio Manuel Samid, exdiputado de la Nación, famoso por el escándalo del "diputrucho" (Juan Abraham Kenan) en 1992.
Si bien nació en la ciudad de Buenos Aires, se crio en La Matanza.
Conocido como el "rey de la carne", es dueño de la cadena de carnicerías La Lonja y de la cadena de comida rápida MacRey, cuyos locales se distribuyen por el área metropolitana de Buenos Aires.
Fue diputado provincial entre 1987 y 1991. Fue asesor presidencial de Carlos Menem, aunque se alejó tiempo después por discrepancias con el envío de tropas a la Guerra del Golfo. Entre 2000 y 2001 fue presidente del Club Deportivo Morón.

## Ámbito televisivo
El 10 de enero de 2002, mientras conducía Impacto a las 12, Alberto Samid protagonizó una pelea en vivo contra Mauro Viale. El primero le insistía en que el conductor dijese su nombre original. Viale lo acusó de haber avalado el atentado a la AMIA. Samid, molesto, negó la acusación y le exigió a Viale que se retractara. El conductor se negó y Samid le propinó un puñetazo en la cara, provocando una pelea entre ambos. Durante la pelea, la gente de producción siempre trató de contener a Samid quien les pidió que también lo contuvieran a Mauro. Cuando Mauro se levantó para forcejear, terminó la pelea en la calle como el mismo Mauro indicó en una nota en 2011.
Caracterizado por sus constantes apariciones mediáticas, en 2015 anunció que firmó contrato para participar en el concurso de telerrealidad Bailando por un sueño. Su participación se produjo en concordancia con un año electoral en el que sería candidato. Días después de su primera gala, confirmó que dejaría el certamen tras un intercambio de palabras con la actriz y jurado Nacha Guevara, tras su regular desempeño, además de las críticas hacia el actor turco Ergün Demir sobre el Genocidio Armenio. Sin embargo, la producción lo convenció para que siguiera en carrera en el certamen.

## Detención por evasión impositiva
El 3 de abril de 2019 el Tribunal Oral en lo Penal Económico 1 ordenó la detención preventiva de Samid por la causa que lo investiga por asociación ilícita y evasión impositiva multimillonaria al Estado Argentino. Se desconoce el mecanismo por el cual logró salir del territorio argentino, pero se cree que la fuga sucedió a través de la frontera con Paraguay, luego de allí se trasladó a Panamá para finalmente establecerse en Belice.
El tribunal, por unanimidad, resolvió condenar a Alberto Samid a cuatro años de prisión de efectivo cumplimiento, como coautor del delito de asociación ilícita, en carácter de miembro. También fueron condenados María Susana Moreno, a tres años y seis meses de prisión de cumplimiento efectivo, y Alicia Nélida Samid, Teresa Mercedes Fornasier y Claudio Fabián Pileo, a tres años de prisión en suspenso. Los demás imputados fueron absueltos.
El 24 de junio de 2019 la Justicia le concedió la prisión domiciliaria con uso de tobillera electrónica, por los problemas de salud que padece y que ponen en riesgo su salud en la cárcel de Marcos Paz. El empresario de la carne, de 74 años, sufre los problemas propios de la edad: afecciones cardíacas e hipertensión, pero también diabetes y un severo cuadro de estrés. 
El 13 de abril de 2022, la Justicia ordenó la libertad de Alberto Samid.

## Ajedrecista
Samid es un ajedrecista aficionado desde su infancia, durante la que un vecino suyo de origen polaco le dio clases de ajedrez. En 1982, el ajedrecista soviético Anatoli Kárpov (31) visitó Argentina y jugó partidas simultáneas contra 25 mesas. Solo Alberto Samid no fue derrotado sino que consiguió tablas.
En mayo de 2010, con motivo del bicentenario de la República Argentina, se realizaron algunos torneos de ajedrez que contaron con la presencia de Anatoli Kárpov y Garri Kaspárov. Ambos jugaron partidas simultáneas contra muchos rivales, entre ellos Alberto Samid, con la particularidad de que solo Samid y el ajedrecista profesional Emmanuel Pradines lograron empatarle a Anatoli Kárpov en el torneo realizado en el partido de Vicente López (Gran Buenos Aires).
En el mismo año 2010, Samid se enfrentó a Garri Kaspárov (jugando este partidas simultáneas) en un torneo en la ciudad de Tigre, donde también empataron. Samid atribuyó estos resultados a su experiencia de más de 50 años jugando ajedrez y a saber que «en partidas simultáneas los campeones juegan siempre de la misma manera, y eso facilita las cosas». Por este hecho la Federación Argentina de Ajedrez realizó una celebración especial donde El Turco fue agasajado por su brillante actuación.
El 20 de marzo de 2013, Veselin Topalov jugó una simultánea con los integrantes del equipo olímpico argentino de ajedrez, cuyo plantel se vio completo con dos figuras externas: el exvicepresidente Daniel Scioli y el empresario Alberto Samid. Solo Samid logró empatarle al campeón mundial.

## Vida privada
Está casado con Marisa Scarafía, con quien tiene cuatro hijos: María del Sol, María Belén, José Alberto y María Luz Samid Scarafía.